# Magura (1049 m)
Magura (11049 m) – szczyt w masywie Zwolenia (Zvolen) w Wielkiej Fatrze w Centralnych Karpatach Zachodnich na Słowacji. Wznosi się w północno-wschodnim grzbiecie szczytu Končitá (1248 m), opadającym w widły Revúcy i Korytnicy.
Magura jest całkowicie porośnięta lasem i nie prowadzi przez nią żaden szlak turystyczny. Znajduje się w obrębie strefy ochronnej Parku Narodowego Niżne Tatry.